# I'm Your Boy
I'm Your Boy(読み：アイムユアボーイ)は2014年9月24日に韓国のアイドルグループSHINeeがユニバーサルミュージックからリリースした3枚目のアルバムである。9月24日付オリコンデイリーランキングで1位を獲得し、10月1日、同アルバムが韓国でも発売された。2014年10月06日付のオリコン週間ランキングで1位を獲得。

## プロモーション
発売日当日、六本木ヒルズアリーナで2500人のファンとスペシャルイベントを開催。USTREAM生配信番組をし、生電話コーナーや都内のレコード店を訪問するサプライズ企画が行われた。

## 収録曲
1. Downtown Baby
2. LUCKY STAR
3. Everybody
4. Picasso
5. 3 2 1
6. 365
7. Sunny Day Hero
8. Perfect 10
9. Bounce
10. Dream Girl
11. Colors of the season
12. Boys Meet U